# Alex Peroni
Alex Peroni (Hobart, 27 de novembro de 1999) é um automobilista australiano. Ele foi campeão do Challenge Monoplace de 2016.

## Carreira

### Campeonato de Fórmula 3 da FIA
Em 2019, Peroni foi contratado pela equipe Campos Racing para a disputa da temporada inaugural do Campeonato de Fórmula 3 da FIA.
Na primeira corrida da etapa de Monza, na Itália, apenas uma semana após o acidente fatal de Anthoine Hubert e que deixou Juan Manuel Correa em coma, Peroni sofreu um acidente impressionante depois de bater numa lombada (também conhecida como "salsicha"), que o fez dar uma cambalhota na barreira de pneus, parando por fim na cerca. Ele saiu caminhou normalmente até o carro médico para voltar aos boxes. Posteriormente, foi constatada uma concussão e uma fratura numa vértebra e permaneceu no hospital pela manhã do domingo seguinte. Devido a lesão sofrida, Peroni foi substituído por David Schumacher na etapa seguinte, a última da temporada, realizada em Sóchi, na Rússia.
Ele retornou a disputa do Campeonato de Fórmula 3 da FIA com a equipe Campos Racing na temporada seguinte.